# Munkácsy Gyula
Munkácsy Gyula (Makó, 1928. december 3. – Budapest, 2009. február 18.) magyar filozófiatörténész, egyetemi docens, szaklapszerkesztő.

## Életpályája
Szülei: Munkácsy Gyula és Balogh Ilona voltak. Egyetemi tanulmányait az ELTE BTK-n végezte 1949–1953 között. 1953–1956 között a Győri Tanítóképző Intézet és Középiskola Diákotthon tanára. 1956–1961 között a Központi Pedagógus Továbbképző Intézet adjunktusa volt. 
1961–1964 között a Magyar Tudományos Akadémia aspiránsa. 1963–1964 között az ELTE BTK filozófiai tanszékén adjunktusként dolgozott. 1964-től főfoglalkozású adjunktus, majd docens volt. 1968–1990 között a Világosság című folyóirat szerkesztő bizottsági tagja. 1973–1997 között a filozófiatörténeti tanszéken docensként dolgozott. 
1977–1990 között a Filozófiaoktatók Továbbképző és Információs Központjának vezetője volt. 1979-től a Filozófiai Figyelő felelős szerkesztője. 1980–1990 illetve 1993–1996 között a Magyar Tudományos Akadémia Filozófiai Bizottságának tagja. 1987–1993 között a Magyar Filozófiai Társaság elnökségének tagja, a filozófiatörténeti szekció társelnöke, 1997-ig elnöke. Közben 1990–1993 között a Filozófiai Posztgraduális Központ vezetője. 1993-tól a Janus Pannonius Tudományegyetem Bölcsészettudományi Karának filozófia tanszékén volt docens. 
1997–ben nyugdíjba vonult. 2009. február 18-án hunyt el Budapesten.

## Kutatási területei
Az újkori és a legújabbkori filozófia történelme, az újkori racionalista metafizikák. René Descartes, Immanuel Kant, Edmund Husserl, Martin Heidegger munkássága. Vallástipológiai és vallásfenomenológiai irányzatok. Ezekben a témákban 1959–1984 között tanulmányokat publikált a Magyar Filozófiai Szemle, a Világosság, a Valóság és az Annales című folyóiratokban.

## Magánélete
1955-2000 között Horváth Mária volt a felesége, akitől 2 fia született; Gyula (1956) és László (1966).

## Művei
- Szemelvénygyűjtemény a történelmi materializmus ideológiai előzményeinek tanulmányozásához (1957)
- Bacon, Descartes, Spinoza (szöveggyűjtemény, 1958)
- Szöveggyűjtemény a klasszikus német filozófia tanulmányozásához (Kant) (1958)
- Filozófiatörténet I–II. (szerkesztő, társszerző, 1960–1961)
- Modern filozófiai irányzatok I–II. (szerkesztő, társszerző, 1966–1967)

## Kapcsolódó irodalom
- Descartes, Kant, Husserl, Heidegger. Tanítványok írásai Munkácsy Gyula tiszteletére; szerk. Schmal Dániel; Atlantisz Könyvkiadó, Bp., 2002 (Mesteriskola) ISBN 9789639165557
- "A margók előadója voltam". Emlékkötet Munkácsy Gyula tiszteletére; szerk. Blandl Borbála, Gulyás Péter, Marosán Bence; Tudástársadalom Alapítvány, Csömör, 2011 (Világosság könyvek)